# Bulbophyllum unitubum
Bulbophyllum unitubum är en orkidéart som beskrevs av Johannes Jacobus Smith. Bulbophyllum unitubum ingår i släktet Bulbophyllum och familjen orkidéer. Inga underarter finns listade i Catalogue of Life.

## Bildgalleri

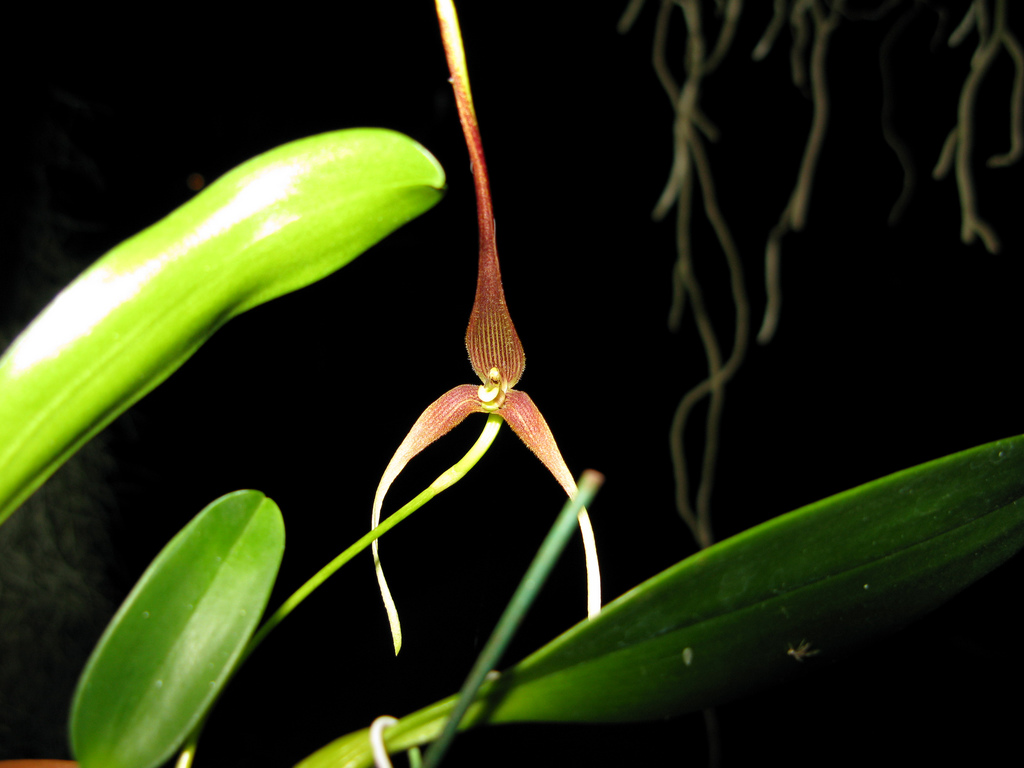
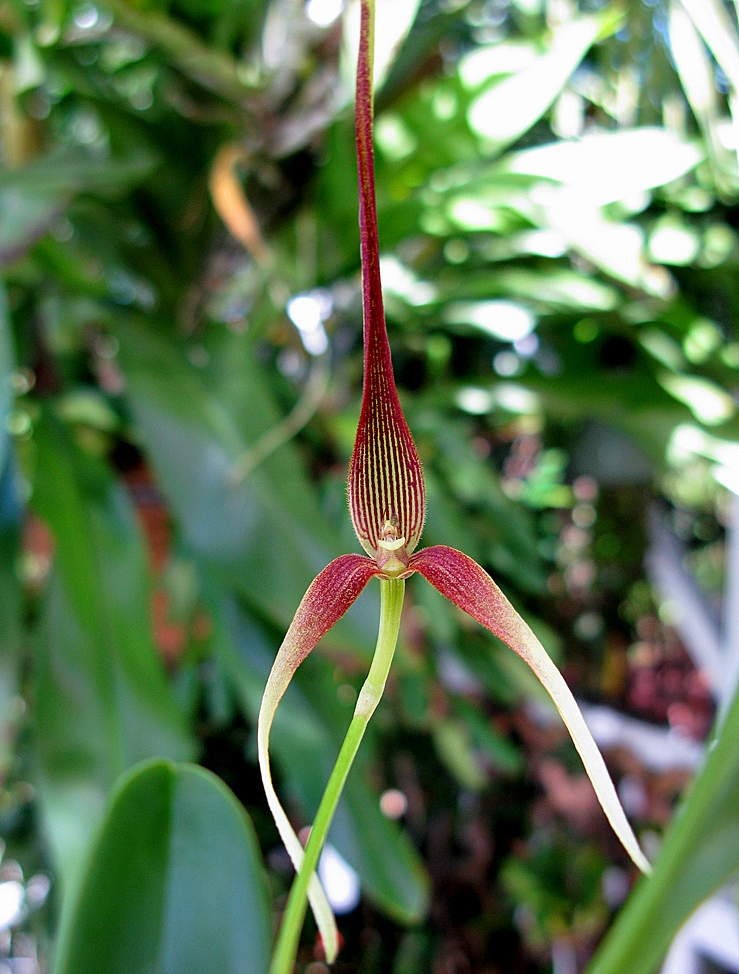